# Makenzie Fischer
Makenzie Fischer (Laguna Beach, 29 marzo 1997) è un'ex pallanuotista statunitense; con la nazionale, da giocatrice, ha conquistato due medaglie d'oro olimpiche: a Rio de Janeiro 2016 ed a Tokyo 2020, nonché per tre volte il titolo mondiale: a Kazan' 2015, a Budapest 2017 ed a Gwangju 2019.
È la figlia di Erich e la sorella di Aria, a loro volta pallanuotisti di alto livello.

## Biografia

### Carriera da giocatrice
Iniziò a giocare a pallanuoto nella squadra liceale del Laguna Beach High School, ottenendo da subito importanti risultati, tanto da venire convocata nel 2013 nella nazionale juniores che conquistò il titolo mondiale di categoria a Vólos e l'anno seguente, oltre alla vittoria nel campionato mondiale giovanile di Madrid, fece il suo esordio con la nazionale maggiore nella World League a Kunshan vinta dalla squadra statunitense.
Nel 2015, appena diciottenne, rivinse la World League a Shangai ed ottenne il primo posto ai campionati mondiali di Kazan' ed ai Giochi panamericani di Toronto; l'annata successiva fece sua nuovamente la World League a Shangai e conquistò la medaglia d'oro ai Giochi olimpici di Rio de Janeiro 2016.
Dopo aver ritardato di un anno il suo ingresso al college, per prepararsi in vista delle trionfali Olimpiadi 2016 con la squadra degli Stati Uniti, proseguì il suo percorso di studi presso l'Università di Stanford, diventando una giocatrice delle Cardinals con le quali rimase fino al 2022, ad eccezione della parentesi nel biennio 2020-2021 in cui fu aggregata permanentemente al team olimpico, e con le quali si impose nel campionato nazionale universitario in tre dei quattro anni di college; nel frattempo con la calottina della nazionale statunitense continuò a conquistare successi: nel 2017 vinse la World League di Shangai, venendo anche premiata come miglior giocatrice della manifestazione, ed il mondiale di Budapest; l'anno seguente ottenne la vittoria nella Coppa del Mondo di Surgut.
Nel 2019 vinse nuovamente la World League a Budapest, i Giochi panamericani a Lima ed il suo terzo mondiale consecutivo nella rassegna di Gwangju; A causa della pandemia di COVID-19 le manifestazioni inizialmente previste per il 2020 furono posposte di un anno: la Fisher si ripresentò quindi in nazionale nel 2021, con la quale si aggiudicò la sua sesta World league ad Atene e la sua seconda medaglia d'oro olimpica ai Giochi di Tokyo 2020.
Dopo il successo alle Olimpiadi in Giappone decise di ritirarsi dalle competizioni internazionali, ma gareggiò ancora per il quarto ed ultimo anno di studi con le Cardinals, contribuendo alla vittoria del titolo NCAA, e venendo inoltre premiata col titolo di miglior giocatrice del torneo e con il Peter J. Cutino Award, come già accaduto in occasione della stagione 2019. Dopo quest'ultimo trionfo concluse definitivamente la sua carriera agonistica per concentrarsi su quella professionale come ingegnere meccanico.

### Riconoscimenti
Come atleta di college fu insignita due volte, nel 2019 e nel 2022, del titolo di miglior giocatrice del torneo NCAA e del Peter J. Cutino Award; a livello internazionale fu premiata quale miglior giocatrice nella World League di Shangai 2017.

## Palmarès

### Club
- Campionato NCAA: 3

Cardinals: 2017, 2019 e 2022

### Nazionale
- Olimpiadi

2 ori: Rio de Janeiro 2016 e Tokyo 2020
- Mondiali

3 ori: Kazan' 2015, Budapest 2017 e Gwangju 2019
- Coppa del Mondo

1 oro: Surgut 2018
- World League

6 ori: Kunshan 2014, Shanghai 2015, Shanghai 2016, Shanghai 2017, Budapest 2019 e Atene 2021
- Giochi panamericani

2 ori: Toronto 2015 e Lima 2019
- Mondiali juniores

1 oro: Vólos 2013
- Mondiali giovani

1 oro: Madrid 2014